# عبد الرحمن بن عبد الله سراج
عبد الرحمن بن عبد الله سراج أو السراج المكي هو أحد أعلام تهامة وفقهائها في القرن 13 هجري، تبوأ منصب مفتي الأحناف ورئاسة علماء مكة.

## السيرة
ولد عبد الرحمن في مكة المكرمة ودرس على يد والده عبد الله سراج شيخ علماء مكة ومفتي الأحناف، كما تلمذ على يد الشيخ جمال عبد الله مفتي مكة وأحمد زيني دحلان مفتي الشافعية وعلى يد رحمة الله الهندي مؤسس المدرسة الصولتية. ومن ابنائه عبد الله بن عبد الرحمن سراج.
تولى عبد الرحمن بن عبد الله سراج منصب مفتي الأحناف في مكة بعد وفاة الشيخ جمال عبد الله بتعيين من قبل الشريف عبد الله بن عون أمير مكة المكرمة حينئذٍ. وبعد تولي الشريف عون الرفيق إمارة مكة المكرمة في يوم 9 من شهر ذي الحجة من عام 1299هـ نشب خلاف بينه وبين أعلام مكة ومنهم عبد الرحمن بن عبد الله سراج أعقبها نفيهم جميعًا في سنة 1314هـ من مكة ثم جدة وبعدها إلى مصر.
ومن أعماله:
- طباعة كتاب خزانة الأدب للبغدادي نقلًا عن الأستاذ عبد السلام هارون بالإشتراك مع عبد الرحمن الميمني و أحمد المشاط وعبدالرحمن الشيبي[هوامش 1] وحسين بن عبد الله الميمني وأبو طالب الميمني وعبد الله بن الشيخ محمد الباز الكتبي.[4]
- مخطوطة مجموعة فتاوى ومحفوظة في مكتبة الحرم المكي بمكة المكرمة ورقم حفظها ص159 فقه حنفي.
- تصنيف ضوء السراج على جواب المحتاج.[5]

## الوفاة
توفي عبد الرحمن بن عبد الله سراج بعمر 66 عاما وذلك في سنة 1314هـ .

## هامش
1. ↑  الشيخ عبد الرحمن الشيبي هو أحد سدنة البيت الحرام في عهد الشريف عون الرفيق.